# Personality (chanson de Lloyd Price)
Personality est une chanson co-écrite et originellement enregistrée par le chanteur américain de rhythm and blues Lloyd Price.
Publiée par Price en single en 1959,, elle a atteint la 2e place aux États-Unis (la 2e place sur le Billboard Hot 100 pendant trois semaines consecutives en juin et la 1re place dans le classement R&B du même magazine, le Billboard Hot R&B Sides pendant quatre semaines consecutives en juin-juillet.
Cette chanson a emprunté son titre de la chanson du même nom de 1946 écrite par Johnny Burke (paroles) et Jimmy Van Heusen (musique).

## Adaptations et interprétations
La chanson a été adaptée en plusieurs lanques (dont la version française de Maurice Tézé, Personnalités, enregistrée en 1959 par Sacha Distel).

## Classements

### Version de Lloyd Price
| Classement (1959)                       | Meilleure position |
| --------------------------------------- | ------------------ |
| Allemagne                               | 17                 |
| Belgique (Flandre Ultratop 50 Singles)  | 3                  |
| Belgique (Wallonie Ultratop 50 Singles) | 1                  |
| Pays-Bas (Single Top 100)               | 3                  |
| Norvège (VG-lista)                      | 6                  |
| États-Unis (Hot 100)                    | 2                  |
| États-Unis (R&B/Hip-Hop Songs)          | 1                  |
| Royaume-Uni (UK Singles Chart)          | 9                  |

### Version d'Anthony Newley
| Classement (1959)              | Meilleure position |
| ------------------------------ | ------------------ |
| Royaume-Uni (UK Singles Chart) | 6                  |

### Version de Sacha Distel (Personnalités)
| Classement (1959)                       | Meilleure position |
| --------------------------------------- | ------------------ |
| Belgique (Wallonie Ultratop 50 Singles) | 1                  |